# Nichelocene
Il nichelocene è il composto metallorganico del nichel con formula [Ni(η5-C5H5)2], generalmente abbreviata come NiCp2. In condizioni normali è un solido cristallino verde scuro, paramagnetico, fortemente riducente. Deve essere conservato e maneggiato in assenza di aria perché è rapidamente ossidato dall'ossigeno. È un composto di grande interesse accademico, ma non ha applicazioni pratiche.

## Struttura molecolare e configurazione elettronica
Il nichelocene è un metallocene, cioè un composto a sandwich, con uno ione metallico inserito tra due anelli ciclopentadienilici paralleli. Questa struttura conferisce stabilità, solubilità in solventi organici e volatilità (il nichelocene sublima facilmente sotto vuoto). Allo stato solido la molecola ha simmetria D5h, con i due anelli in conformazione eclissata; la barriera di rotazione è piccola e in soluzione la conformazione è casuale.
Lo ione Ni centrale ha carica formale +2 e gli anelli sono considerati come anioni ciclopentadienilici. Il Ni(II) ha otto elettroni, e la struttura elettronica è descritta nel modo seguente. Tre coppie di elettroni occupano i tre orbitali d coinvolti nel legame Ni−Cp: dxy, dx2–y2, dz2. I due rimanenti elettroni occupano uno l'orbitale dyz e l'altro il dxz. Questi due elettroni spaiati rendono paramagnetica la molecola. In totale, ci sono 20 elettroni nello strato elettronico più esterno di NiCp2; la regola dei 18 elettroni non è rispettata e questo giustifica la relativa instabilità del nichelocene, che tende a reagire formando prodotti a 18 elettroni. Il cobaltocene CoCp2 pur avendo 19 elettroni è comunque un riducente più forte di NiCp2.

## Sintesi
Il nichelocene fu preparato per la prima volta da Ernst Otto Fischer nel 1953, poco dopo la scoperta del ferrocene, primo metallocene conosciuto. Fu preparato con una reazione one-pot deprotonando il ciclopentadiene con bromuro di etilmagnesio, e quindi aggiungendo acetilacetonato di nichel(II) anidro, Ni(acac)2. Un sintesi più recente prevede l'uso di fonti di NiCl2 anidro e ciclopentadienuro di sodio:
[Ni(NH3)6]Cl2 + 2NaC5H5 → [Ni(η5-C5H5)2] + 2NaCl + 6NH3

## Reattività

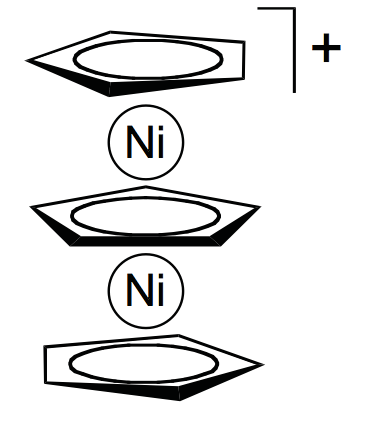
Struttura del complesso a sandwich a tre strati [Ni_{2}(η^{5}-C_{5}H_{5})_{3}]^{+}

Come molti composti organometallici, NiCp2 si decompone rapidamente se esposto all'aria. Il composto va maneggiato in glove box o tramite vetreria Schlenk.
Nella maggior parte delle sue reazioni il nichelocene tende a formare prodotti a 18 elettroni sostituendo o modificando uno o entrambi gli anelli ciclopentadienile. Ad esempio:
[Ni(η5-C5H5)2] + NO → [Ni(η5-C5H5)NO] + prodotti organici
[Ni(η5-C5H5)2] + 4PF3 → [Ni(PF3)4] + prodotti organici
Si osserva anche la formazione di dimeri. Ad esempio:
2[Ni(η5-C5H5)2] + 2PPh2H → [Ni2(η5-C5H5)2(PPh2)2] + 2C5H6
[Ni(η5-C5H5)2] + Ni(CO)4 → [Ni2(η5-C5H5)2(CO)2] + 2CO
Il nichelocene può essere ossidato facilmente ottenendo la specie a 19 elettroni [Ni(η5-C5H5)2]+, di colore giallo arancio. 
Facendo reagire NiCp2 con acidi di Lewis come BF3 si ottiene il composto a sandwich a tre strati [Ni2(η5-C5H5)3]+.
Il NiCp2 gassoso si decompone a contatto con superfici molto calde, rilasciando i leganti come sottoprodotti gassosi. Questa reazione è stata presa in considerazione allo scopo di preparare strati sottili di nichel.

## Sicurezza
Il nichelocene è un composto tossico, infiammabile e cancerogeno.